# Llibre dels Herois i Heroïnes de la Pàtria
El Llibre dels Herois i Heroïnes de la Pàtria (en portuguès brasiler i oficialment, Livro dos Heróis e Heroínas da Pátria) és un registre de les persones que, individual o conjuntament, van servir al Brasil en la seva defensa i construcció amb excepcional dedicació i heroisme.

## Història

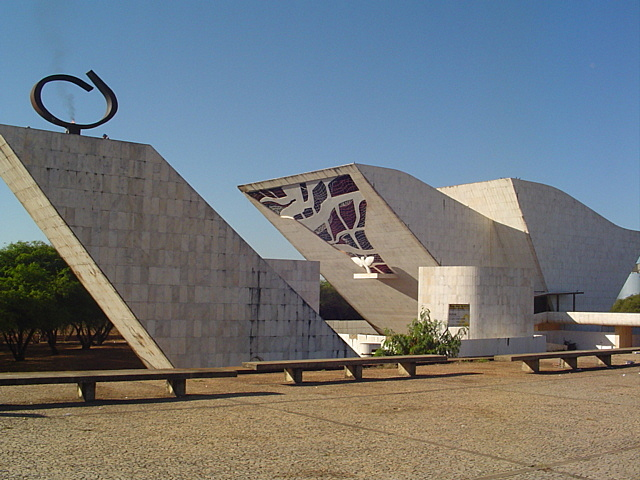
La Pira de la Pàtria i el Panteó Tancredo Neves.

En finalitzar la dictadura militar al país (1964-1985), el Brasil va iniciar un procés de redemocratització i de posada en valor dels ideals nacionals. L'any 1988 es decideix la construcció a la Plaça dels Tres Poders de Brasília del Panteó de la Pàtria, que rebria el nom oficial de Panteó de la Pàtria i de la Llibertat Tancredo Neves. Inaugurat un any després, en el pis superior del recinte s'hi troba el Llibre d'Acer (Livro de Aço), on els Herois de la Pàtria –el desdoblament a "Herois i Heroïnes" es va produir el 2017– tenen físicament inscrit el seu nom.
El llibre consta de 10 peces d'acer (portada, contraportada i 8 pàgines). Cada pàgina conté 6 herois —persones o grups—, 3 a l'anvers i 3 al revers, amb el nom, una breu descripció biogràfica i la data d'inscripció. Els visitants del Panteó poden passar les pàgines i llegir-ne els noms.
Per decret llei, el 15 de novembre de 1989 es va aprovar el nom de les dues primeres persones en formar-ne part: Joaquim José da Silva Xavier (amb motiu del bicentenari de la Inconfidência mineira) i Manuel Deodoro da Fonseca (pel centenari de la proclamació de la república). La gravació dels noms en el Llibre va trigar uns anys: el 21 d'abril de 1992 va tenir la cerimònia d'inscripció de Tiradentes (en el bicentenari de la seva execució), mentre que el president Deodoro da Fonseca va haver d'esperar fins al 1997. Entre mig d'aquestes dues cerimònies, va registrar-se i gravar-se també el nom de Zumbi dos Palmares.
Amb el pas dels anys, s'hi van anar afegint noms sense que hi hagués una reglamentació oficial sobre quins eren els requisits per poder optar-hi. Aquesta es va establir l'any 2007 (ja amb deu noms gravats i dos més aprovats), per mitjà de la Llei Federal nº 11.597. A més dels fets vitals del candidat, es marcava un lapse de 50 anys després de la seva mort, a excepció dels morts en el camp de batalla. El 2015, el període mínim d'espera es va reduir a només 10 anys, un canvi fet pel govern Rousseff per a possibilitar l'admissió de Leonel Brizola.

## Tramitació

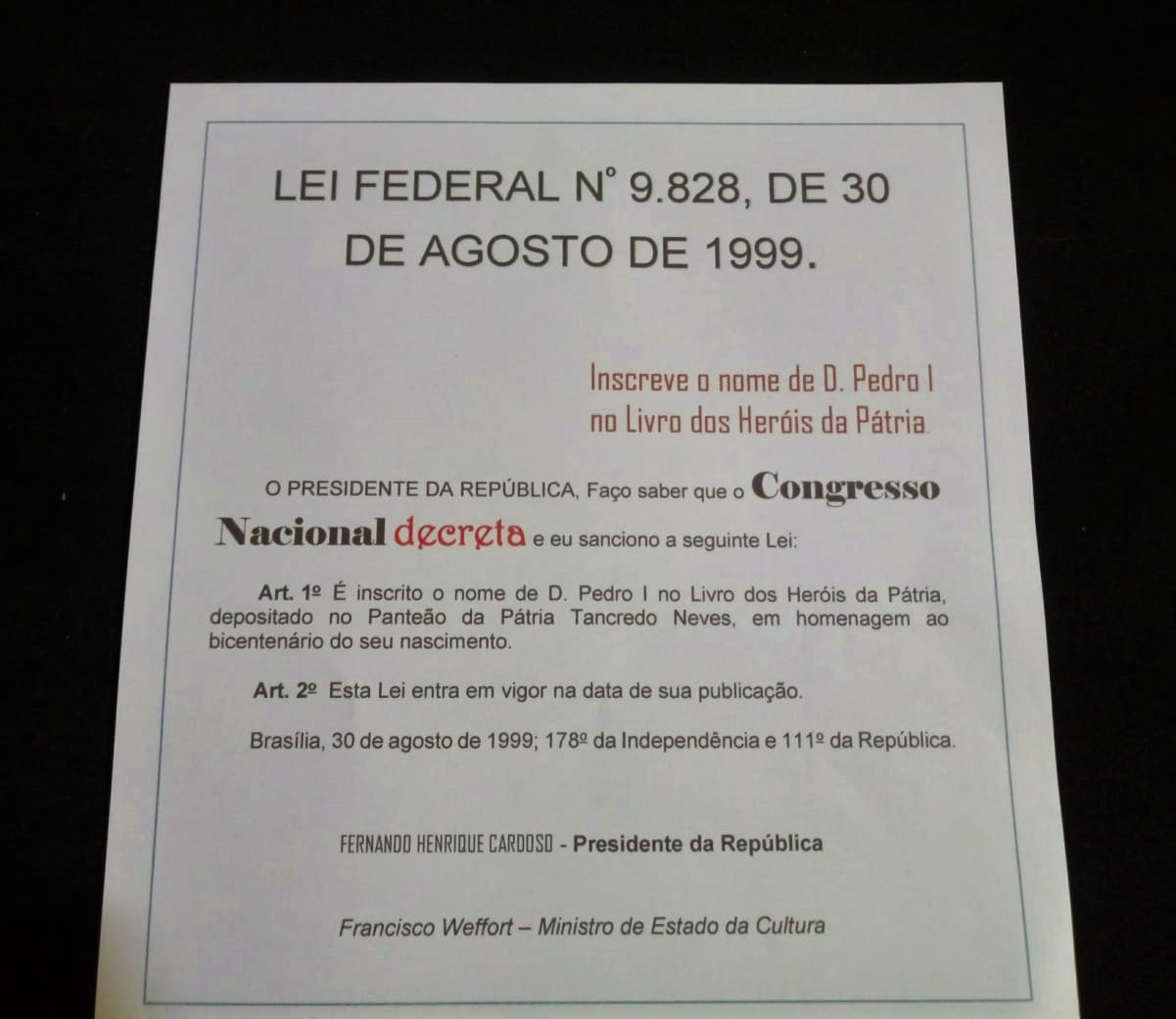
Llei que aprova la inscripció de Pere I del Brasil en el Livro de Aço.

La proposició d'un nom per ser inclòs en el Llibre dels Herois i Heroïnes de la Pàtria pot ser feta per qualsevol Diputat Federal o Senador, o pel mateix President de la República. El projecte de llei ha de ser aprovat per les dues cambres del Congrés Nacional i també per Presidència. En cas que el cap de l'executiu veti la proposició, aquesta torna a ser votada per diputats i senadors. Si totes dues institucions la validen per majoria absoluta, el projecte esdevé llei.

### Crítiques al procés
Conforme va créixer el nombre d'inscrits en el Llibre d'Acer, la presentació de projectes per afegir-ne de nous s'ha disparat, convertint-se en una mesura populista. S'ha discutit també sobre la baixa representació femenina en la llista, sobretot en els primers anys (2 dones entre les primeres 40 personalitats recollides). També hi ha hagut registres molt polèmics, com és el cas del president Vargas, qui va convertir el país en una dictadura autoritària entre 1937 i 1945.

### Cerimònies bloquejades
L'última cerimònia de gravació de noms data de desembre de 2018 i, des de llavors, les posteriors inscripcions no s'han materialitzat. El Livro de Aço va ser ideat per a rebre noves personalitats esporàdicament (van decretar-se 8 nomenaments en els primers 15 anys d'existència); però, a partir de 2005, el nombre d'inscripcions va créixer molt més ràpid del previst, fins a esgotar-se l'espai disponible en les 8 pàgines originals del llibre.
L'any 2024, la Secretaria de Cultura del Districte Federal va anunciar l'obertura d'una licitació pel projecte d'ampliació del Llibre, de tal manera que es pogués resoldre l'embut. Més tard, aquell mateix any, es va promoure una llei per permetre la divisió del Llibre d'Acer en diversos volums físics, facilitant la incorporació dels noms.

## Inscripcions
En la següent llista s'inclouen totes les persones que han sigut legítimament inscrites en el Llibre d'Acer, mitjançant la publicació d'una Llei Federal en el Diário Oficial da União:
| #  | Nom                                                            | Naixement i defunció | Naixement i defunció | Resum biogràfic | Nº llei inscr. | Data cerimònia   | Ref.   |
| -- | -------------------------------------------------------------- | -------------------- | -------------------- | --- | -------------- | ---------------- | ------ |
| 1  | Joaquim José da Silva Xavier "Tiradentes"                      | 1746                 | 1792                 | Alferes, màrtir de la Inconfidência mineira                                                                                           | 7919/1989      | 21 abril 1992    | [ 18 ] |
| 2  | Zumbi dos Palmares                                             | 1655                 | 1695                 | Líder del Quilombo de Palmares | 9315/1996      | 21 març 1997     | [ 18 ] |
| 3  | Manuel Deodoro da Fonseca                                      | 1827                 | 1892                 | Mariscal i 1r President de la República                                                                                               | 7919/1989      | 15 novembre 1997 | [ 18 ] |
| 4  | SMI Dom Pedro I                                                | 1798                 | 1834                 | Proclamador de la independència del Brasil i primer emperador                                                                         | 9828/1999      | 5 setembre 1999  | [ 18 ] |
| 5  | Luís Alves de Lima e Silva Duc de Caxias                       | 1803                 | 1880                 | Oficial en cap de l'exèrcit a les guerres de la Plata i Triple Aliança i Primer Ministre                                              | 10641/2003     | 28 gener 2003    | [ 18 ] |
| 6  | José Plácido de Castro                                         | 1873                 | 1908                 | Cap militar en l'annexió de l'Acre i governador d'aquest estat                                                                        | 10440/2002     | 17 novembre 2004 | [ 18 ] |
| 7  | Joaquim Marques Lisboa Marquès de Tamandaré                    | 1807                 | 1897                 | Almirall, patró de la Marina del Brasil                                                                                               | 10796/2003     | 13 desembre 2004 | [ 18 ] |
| 8  | Francisco Manuel Barroso da Silva Baró d'Amazonas              | 1804                 | 1882                 | Almirall, líder en la batalla naval de Riachuelo                                                                                      | 11120/2005     | 11 juny 2005     | [ 18 ] |
| 9  | Alberto Santos-Dumont                                          | 1873                 | 1932                 | Inventor del primer avió enlairat a motor, el 14-bis                                                                                  | 11298/2006     | 26 juliol 2006   | [ 18 ] |
| 10 | José Bonifácio de Andrada e Silva                              | 1763                 | 1838                 | Científic, escriptor i diplomàtic, se'l coneix com el Patriarca de la Independència                                                   | 11135/2005     | 21 abril 2007    | [ 18 ] |
| 11 | Chico Mendes                                                   | 1944                 | 1988                 | Sindicalista i ambientalista assassinat per la seva defensa de l'Amazònia                                                             | 10952/2004     | 4 setembre 2012  | [ 18 ] |
| 12 | Joaquim da Silva Rabelo Frare "Caneca"                         | 1779                 | 1825                 | Religiós, escriptor i republicà, participà de la Revolució pernambucana i la Confederació de l'Equador                                | 11528/2007     | 4 setembre 2012  | [ 18 ] |
| 13 | Manuel Luís Osório Marquès d'Herval                            | 1808                 | 1879                 | Mariscal, heroi de la guerra de la Triple Aliança, patró del cos de cavalleria                                                        | 11680/2008     | 4 setembre 2012  | [ 18 ] |
| 14 | Ildefonso Pereira Correia Baró de Serro Azul                   | 1849                 | 1894                 | Empresari i líder civil, màrtir de la defensa de Curitiba durant la Revolució Federalista                                             | 11863/2008     | 4 setembre 2012  | [ 18 ] |
| 15 | Antônio de Sampaio                                             | 1810                 | 1866                 | Brigadier, heroi de la guerra de la Triple Aliança, patró del cos d'infanteria                                                        | 11932/2009     | 4 setembre 2012  | [ 18 ] |
| 16 | Sepé Tiaraju                                                   | c. 1723              | 1756                 | Cacic guaraní, líder de la resistència indígena en la guerra Guaraní                                                                  | 12032/2009     | 4 setembre 2012  | [ 18 ] |
| 17 | Ana Néri                                                       | 1814                 | 1880                 | Pionera de la infermeria al Brasil i heroïna a la Guerra de la Triple Aliança                                                         | 12105/2009     | 4 setembre 2012  | [ 18 ] |
| 18 | Hipólito José da Costa                                         | 1774                 | 1823                 | Diplomàtic, periodista i editor del primer diari brasiler, el Correio Braziliense                                                     | 12283/2010     | 4 setembre 2012  | [ 18 ] |
| 19 | Sant José de Anchieta                                          | 1534                 | 1597                 | Missioner jesuïta, estudiós de les llengües tupí i cofundador de Rio de Janeiro i São Paulo                                           | 12284/2010     | 4 setembre 2012  | [ 18 ] |
| 20 | Getúlio Vargas                                                 | 1882                 | 1954                 | 14è i 17è President del Brasil | 12326/2010     | 4 setembre 2012  | [ 18 ] |
| 21 | João de Deus Nascimento                                        | 1771                 | 1799                 | Màrtirs de la Conjuració bahiana, també coneguda com Revolta dels sastres                                                             | 12391/2011     | 4 setembre 2012  | [ 18 ] |
| 21 | Lucas Dantas do Amorim Torres                                  | 1774                 | 1799                 | Màrtirs de la Conjuració bahiana, també coneguda com Revolta dels sastres                                                             | 12391/2011     | 4 setembre 2012  | [ 18 ] |
| 21 | Manuel Faustino dos Santos Lira                                | 1775                 | 1799                 | Màrtirs de la Conjuració bahiana, també coneguda com Revolta dels sastres                                                             | 12391/2011     | 4 setembre 2012  | [ 18 ] |
| 21 | Luís Gonzaga das Virgens                                       | 1761                 | 1799                 | Màrtirs de la Conjuració bahiana, també coneguda com Revolta dels sastres                                                             | 12391/2011     | 4 setembre 2012  | [ 18 ] |
| 22 | Mário Martins de Almeida                                       | 1901                 | 1932                 | MMDC o Màrtirs de la Revolució Constitucionalista de 1932                                                                             | 12430/2011     | 4 setembre 2012  | [ 18 ] |
| 22 | Euclides Bueno Miragaia                                        | 1911                 | 1932                 | MMDC o Màrtirs de la Revolució Constitucionalista de 1932                                                                             | 12430/2011     | 4 setembre 2012  | [ 18 ] |
| 22 | Dráusio Marcondes de Souza                                     | 1917                 | 1932                 | MMDC o Màrtirs de la Revolució Constitucionalista de 1932                                                                             | 12430/2011     | 4 setembre 2012  | [ 18 ] |
| 22 | Antônio Américo de Camargo Andrade                             | 1901                 | 1932                 | MMDC o Màrtirs de la Revolució Constitucionalista de 1932                                                                             | 12430/2011     | 4 setembre 2012  | [ 18 ] |
| 23 | Júlio César Ribeiro de Sousa                                   | 1843                 | 1887                 | Inventor, precursor de la dirigibilitat aèria                                                                                         | 12446/2011     | 4 setembre 2012  | [ 18 ] |
| 24 | Soldats del cautxú                                             | -                    | -                    | Tropes allistades durant la 2GM que van servir en les plantacions de siringa a l'Amazònia                                             | 12447/2011     | 4 setembre 2012  | [ 18 ] |
| 25 | Heitor Villa-Lobos                                             | 1887                 | 1959                 | Compositor i mestre d'orquestra | 12455/2011     | 4 setembre 2012  | [ 18 ] |
| 26 | Domingos José Martins                                          | 1781                 | 1817                 | Líder màrtir de la Revolució pernambucana                                                                                             | 12488/2011     | 4 setembre 2012  | [ 18 ] |
| 27 | José Maria da Silva Paranhos Júnior Baró de Rio Branco         | 1845                 | 1912                 | Patró del cos diplomàtic brasiler, nominat al Nobel de la Pau                                                                         | 12502/2011     | 4 setembre 2012  | [ 18 ] |
| 28 | Roberto Landell de Moura                                       | 1861                 | 1928                 | Mossèn i inventor de prototips de ràdio, telègraf i telèfon                                                                           | 12614/2012     | 4 setembre 2012  | [ 18 ] |
| 29 | Anita Garibaldi                                                | 1821                 | 1849                 | Guerrillera en la guerra dels Farrapos                                                                                                | 12615/2012     | 4 setembre 2012  | [ 18 ] |
| 30 | Francisco Barreto de Meneses                                   | 1616                 | 1688                 | Herois de Guararapes: Comandants de les tropes brasileres que lluitaren contra Nova Holanda en la batalla de Guararapes               | 12701/2012     | 4 setembre 2012  | [ 18 ] |
| 30 | João Fernandes Vieira                                          | c. 1610              | 1681                 | Herois de Guararapes: Comandants de les tropes brasileres que lluitaren contra Nova Holanda en la batalla de Guararapes               | 12701/2012     | 4 setembre 2012  | [ 18 ] |
| 30 | André Vidal de Negreiros                                       | 1606                 | 1680                 | Herois de Guararapes: Comandants de les tropes brasileres que lluitaren contra Nova Holanda en la batalla de Guararapes               | 12701/2012     | 4 setembre 2012  | [ 18 ] |
| 30 | Henrique Dias                                                  | s/d                  | 1662                 | Herois de Guararapes: Comandants de les tropes brasileres que lluitaren contra Nova Holanda en la batalla de Guararapes               | 12701/2012     | 4 setembre 2012  | [ 18 ] |
| 30 | Antônio Filipe Camarão                                         | c. 1600              | 1648                 | Herois de Guararapes: Comandants de les tropes brasileres que lluitaren contra Nova Holanda en la batalla de Guararapes               | 12701/2012     | 4 setembre 2012  | [ 18 ] |
| 30 | Antônio Dias Cardoso                                           | s/d                  | 1670                 | Herois de Guararapes: Comandants de les tropes brasileres que lluitaren contra Nova Holanda en la batalla de Guararapes               | 12701/2012     | 4 setembre 2012  | [ 18 ] |
| 31 | Joaquim Nabuco                                                 | 1849                 | 1910                 | Polític, diplomàtic i escriptor abolicionista                                                                                         | 12988/2014     | 19 agost 2014    | [ 18 ] |
| 32 | Bárbara de Alencar                                             | 1760                 | 1832                 | Comerciant, participà de la Revolució pernambucana i la Confederació de l'Equador, considerada la primera presonera política del país | 13056/2014     | 12 desembre 2018 | [ 18 ] |
| 33 | Cândido Rondon                                                 | 1865                 | 1958                 | Mariscal, indigenista i explorador del Mato Grosso i la conca amazònica                                                               | 13141/2015     | 12 desembre 2018 | [ 18 ] |
| 34 | Ruy Barbosa                                                    | 1849                 | 1923                 | Jutge i polític, coautor de 1a Constitució Republicana (1891) i membre fundador de l'ABL                                              | 13162/2015     | 12 desembre 2018 | [ 18 ] |
| 35 | Leonel Brizola                                                 | 1922                 | 2004                 | Líder d'esquerra, ha estat l'únic governador de dos estats diferents                                                                  | 13229/2015     | 12 desembre 2018 | [ 18 ] |
| 36 | Clara Camarão                                                  | s. xvii              | s/d                  | Comandant potiguara d'un esquadró de guerreres indígenes en les batalles contra el Brasil neerlandès                                  | 13422/2017     | 12 desembre 2018 | [ 18 ] |
| 37 | Jovita Feitosa                                                 | 1848                 | 1867                 | Allistada al Cos de Voluntaris per lluitar a la guerra contra el Paraguai, fent-se passar per un home                                 | 13423/2017     | 12 desembre 2018 | [ 18 ] |
| 38 | Zuzu Angel                                                     | 1921                 | 1974                 | Denunciant de les tortures i asssassinats durant la dictadura, fou assassinada tres anys després                                      | 13433/2017     | 12 desembre 2018 | [ 18 ] |
| 39 | Francisco José do Nascimento "Dragão do Mar"                   | 1839                 | 1914                 | Mariner i abolicionista, detonant de la prohibició de l'esclavitud al Ceará                                                           | 13468/2017     | 12 desembre 2018 | [ 18 ] |
| 40 | Joaquim Maria Machado de Assis                                 | 1839                 | 1908                 | Escriptor, primer president de l'ABL                                                                                                  | 13558/2017     | 12 desembre 2018 | [ 18 ] |
| 41 | Antônio Carlos Gomes                                           | 1836                 | 1896                 | Compositor d'òpera | 13579/2017     | 12 desembre 2018 | [ 18 ] |
| 42 | João Pedro Teixeira                                            | 1918                 | 1962                 | Activista polític de les lligues pageses, morí assassinat                                                                             | 13598/2018     | 12 desembre 2018 | [ 18 ] |
| 43 | José Feliciano Fernandes Pinheiro Vescomte de São Leopoldo     | 1774                 | 1847                 | Magistrat i polític, diputat en les Corts Constituents del Brasil independent i primer president de l'IHGB                            | 13599/2018     | 12 desembre 2018 | [ 18 ] |
| 44 | Martim Soares Moreno                                           | c. 1586              | fl. 1648             | Militar, fundador de l'actual estat de Ceará                                                                                          | 13613/2018     | 12 desembre 2018 | [ 18 ] |
| 45 | Euclides da Cunha                                              | 1866                 | 1909                 | Escriptor, periodista i diplomàtic | 13622/2018     | 12 desembre 2018 | [ 18 ] |
| 46 | Joaquim Francisco da Costa Germà Joaquim do Livramento         | 1761                 | 1829                 | Religiós, recaptava donacions per fundar hospitals, escoles i asils                                                                   | 13623/2018     | 12 desembre 2018 | [ 18 ] |
| 47 | Luís Gama                                                      | 1830                 | 1882                 | Escriptor i advocat abolicionista | 13628/2018     | 12 desembre 2018 | [ 18 ] |
| 48 | João Francisco de Oliveira João das Botas                      | s/d                  | 1833                 | Oficial de l'armada durant les guerres d'Independència i Cisplatina                                                                   | 13697/2018     | 12 desembre 2018 | [ 18 ] |
| 49 | Maria Felipa de Oliveira                                       | s/d                  | 1873                 | Civil, combatent en els episodis de la Guerra d'Independència que van tenir lloc en la regió de la badia de Todos os Santos           | 13697/2018     | 12 desembre 2018 | [ 18 ] |
| 50 | Joana Angélica de Jesus                                        | 1761                 | 1822                 | Abadessa, "primera màrtir de la Independència" caiguda defensant el Convent de Lapa, a Salvador                                       | 13697/2018     | 12 desembre 2018 | [ 18 ] |
| 51 | Maria Quitéria de Jesus                                        | 1792                 | 1853                 | Alferes, combatent transvestit d'home en la Guerra d'Independència del Brasil                                                         | 13697/2018     | 12 desembre 2018 | [ 18 ] |
| 52 | Miguel Arraes                                                  | 1916                 | 2005                 | Líder socialista, tres cops Governador de Pernambuco, patí presó i exili durant la dictadura                                          | 13719/2018     | 12 desembre 2018 | [ 18 ] |
| 53 | Juscelino Kubitschek                                           | 1902                 | 1976                 | 21è President de la República, propulsor de la construcció de Brasília                                                                | 13766/2018     | Pendent          | [ 19 ] |
| 54 | Ulysses Guimarães                                              | 1916                 | 1992                 | Polític i professor, President de l'Assemblea Nacional Constituent posterior a la dictadura                                           | 13815/2019     | Pendent          | [ 20 ] |
| 55 | Dandara dos Palmares                                           | s/d                  | 1694                 | Defensora del Quilombo de Palmares junt amb el seu marit, Zumbi                                                                       | 13816/2019     | Pendent          | [ 20 ] |
| 56 | Luísa Mahin                                                    | s/d                  | s. xix               | Exesclava, participant de la Revolta dels Malês i la Sabinada                                                                         | 13816/2019     | Pendent          | [ 20 ] |
| 57 | Antônio Vicente Mendes Maciel Antônio Conselheiro              | 1830                 | 1897                 | Líder de la comuna de Canudos, destruïda per l'exèrcit en la guerra de Canudos                                                        | 13829/2019     | Pendent          | [ 21 ] |
| 58 | Nelson Carneiro                                                | 1910                 | 1996                 | Advocat i polític, promotor de la llei del divorci al Brasil                                                                          | 13852/2019     | Pendent          | [ 22 ] |
| 59 | Tobias Barreto                                                 | 1839                 | 1889                 | Poeta, filòsof, professor i jurista                                                                                                   | 13927/2019     | Pendent          | [ 23 ] |
| 60 | Osvaldo Aranha                                                 | 1894                 | 1960                 | Polític i diplomàtic, president de l'Assemblea General de l'ONU i candidat al Nobel de la Pau                                         | 13991/2020     | Pendent          | [ 24 ] |
| 61 | Francisco Cândido Xavier                                       | 1910                 | 2002                 | Altruista, divulgador espiritista, dos cops nominat al Nobel de la Pau                                                                | 14201/2021     | Pendent          | [ 25 ] |
| 62 | Nise da Silveira                                               | 1905                 | 1999                 | Psiquiatra, pionera en l'ús de teràpia artística en el tractament psiquiàtric                                                         | 14401/2022     | Pendent          | [ 26 ] |
| 63 | Marcílio Dias                                                  | 1838                 | 1865                 | Mariner, heroi de la Guerra de la Triple Aliança                                                                                      | 14471/2022     | Pendent          | [ 27 ] |
| 64 | Antonieta de Barros                                            | 1901                 | 1952                 | Primera dona negra en ser diputada estatal                                                                                            | 14518/2023     | Pendent          | [ 28 ] |
| 65 | Zilda Arns                                                     | 1934                 | 2010                 | Pediatra, sanitària i missionera | 14552/2023     | Pendent          | [ 29 ] |
| 66 | Jaime Nelson Wright                                            | 1927                 | 1999                 | Pastor presbiterià opositor a la dictadura                                                                                            | 14573/2023     | Pendent          | [ 30 ] |
| 67 | Adhemar Ferreira da Silva                                      | 1927                 | 2001                 | Primer bicampió olímpic brasiler i recordista mundial de triple salt                                                                  | 14575/2023     | Pendent          | [ 30 ] |
| 68 | Maria Rita de Sousa Brito Lopes Pontes Santa Dulce dels Pobres | 1914                 | 1992                 | Monja franciscana, primera canonitzada nascuda al Brasil                                                                              | 14584/2023     | Pendent          | [ 31 ] |
| 69 | Laudelina de Campos Melo                                       | 1904                 | 1991                 | Fundadora del primer sindicat de treballadores domèstiques                                                                            | 14635/2023     | Pendent          | [ 32 ] |
| 70 | Margarida Alves                                                | 1933                 | 1983                 | Sindicalista rural assassinada | 14649/2023     | Pendent          | [ 33 ] |
| 71 | Cícero Romão Batista Padre Cícero                              | 1844                 | 1934                 | Sacerdot, Servent de Déu i polític a Ceará                                                                                            | 14693/2023     | Pendent          | [ 34 ] |
| 72 | Maria Beatriz Nascimento                                       | 1942                 | 1995                 | Historiadora i professora, activista del moviment negre i feminista                                                                   | 14712/2023     | Pendent          | [ 35 ] |
| 73 | Luiz Gonzaga                                                   | 1912                 | 1989                 | Músic, figura capçal del baião i el forró                                                                                             | 14793/2024     | Pendent          | [ 36 ] |
| 74 | Llancers negres                                                | -                    | -                    | Cos format per afrodescendents que va combatre per la República Riograndense en la guerra dels Farrapos                               | 14795/2024     | Pendent          | [ 36 ] |
| 75 | Dorina Nowill                                                  | 1919                 | 2010                 | Educadora i activista en favor dels deficients visuals                                                                                | 14796/2024     | Pendent          | [ 36 ] |
| 76 | Abdias do Nascimento                                           | 1914                 | 2011                 | Professor, artista i polític, activista del moviment negre                                                                            | 14800/2024     | Pendent          | [ 36 ] |
| 77 | César Lattes                                                   | 1924                 | 2005                 | Físic, membre de l'equip que descobrí els pions                                                                                       | 14839/2024     | Pendent          | [ 37 ] |
| 78 | Eduardo Campos                                                 | 1965                 | 2014                 | Governador de Pernambuco i ministre, va morir durant la campanya de les eleccions presidencials de 2014                               | 14999/2024     | Pendent          | [ 38 ] |
| 79 | André Rebouças                                                 | 1838                 | 1898                 | Enginyer, inventor i assessor de l'emperador Pere II                                                                                  | 15003/2024     | Pendent          | [ 39 ] |
| 80 | Darcy Ribeiro                                                  | 1922                 | 1997                 | Sociòleg, educador i polític | 15020/2024     | Pendent          | [ 40 ] |
| 81 | Hipólita Jacinta Teixeira de Melo                              | 1748                 | 1828                 | Latifundista involucrada en la Inconfidência mineira                                                                                  | 15086/2025     | Pendent          | [ 41 ] |
| 82 | João Carlos de Oliveira                                        | 1954                 | 1999                 | Bimedallista olímpic en triple salt                                                                                                   | 15115/2025     | Pendent          | [ 42 ] |

### Candidats
Hi ha diverses personalitats de les que s'està tramitant la inclusió en el Llibre del Herois i Heroïnes. En destaquen el general Francisco Xavier da Veiga Cabral, cap de la defensa de l'estat d'Amapá durant la intrusió francesa de 1895; el mariscal de l'aire Eduardo Gomes, patró de la Força Aèria Brasilera; João Cândido Felisberto, membre de l'armada i líder de la Revolta de la Fuetada; els científics Vital Brazil i Oswaldo Cruz; el tricampió de Formula 1 Ayrton Senna; els membres de la família imperial Pere II i la princesa Isabel; l'arquebisbe Hélder Câmara, defensor dels Drets Humans durant l'etapa de la dictadura militar; o el manaó Ajuricaba, líder contra l'esclavització d'indígenes durant la colonització portuguesa. Entre els difunts del segle xxi, es dona per fet que algun dia seran inscrits el futbolista Pelé i l'arquitecte Oscar Niemeyer.
Un projecte de llei presentat l'any 2023 estudia eliminar el requisit dels 10 anys mínims des de la data de la defunció d'un candidat per poder iniciar-se la tramitació de la llei al Congrés Nacional. D'aquesta manera, es podria tramitar per la via ràpida noms d'ampli consens o morts en acte heroic que la normativa vigent només admet per a militars morts en combat. Hagués estat el cas, per exemple, d'Heley de Abreu Silva Batista, la mestra de preescolar que el 2017 va finar després de salvar 25 alumnes en un incendi provocat a la seva escola.